# ベレッタ山
ベレッタ山（スペイン語: Veleta, スペイン語: Pico del Veleta）は、イベリア半島南東部のベティコ山系シエラネバダ山脈にある山。スペイン・アンダルシア州グラナダ県に属している。
標高は調査機関によって揺れがあるが、3394m、3396m、3398m。シエラネバダ山脈ではムラセン山(3478.6m)に次いで2番目に高く、イベリア半島ではムラセン山とピレネー山脈のアネト山(3404m)に次いで3番目に高い。名称はスペイン語で「風見鶏」を意味する。

## 地理

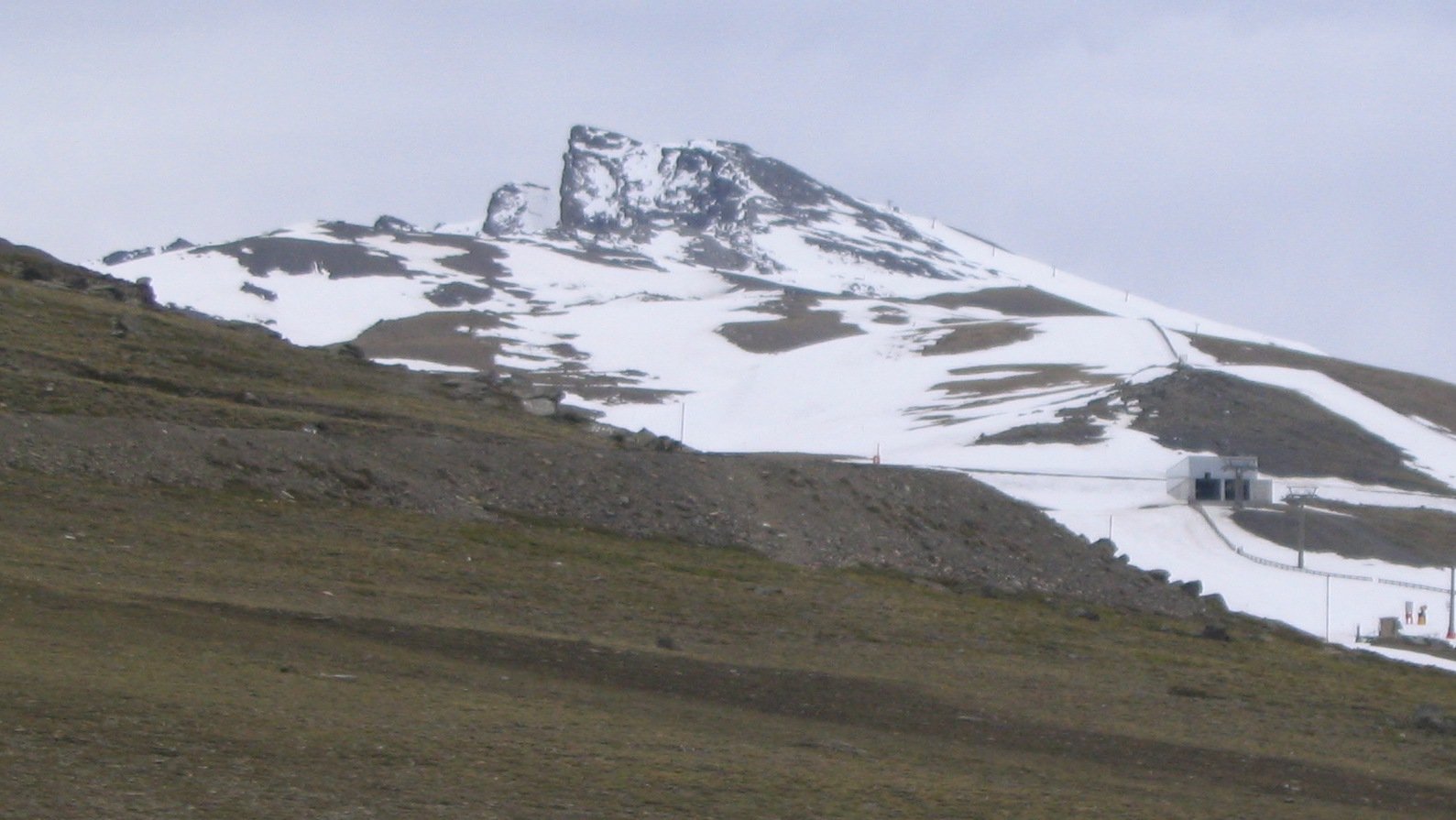
スキー場

シエラネバダ山脈では3478.6メートルのムラセン山に次ぐ高峰であり、ムラセン山よりも手前にあることからグラナダの町からベレッタ山を見ることができる。ベレッタ山の北側斜面にはヨーロッパ最南端のスキー場として知られるシエラネバダ・スキー場がある。
ヨーロッパでもっとも高い場所にある舗装道路があり、山頂の約100メートル下、標高3300メートル付近までは舗装道路でアクセスすることができる。この道路は1999年にシエラネバダ国立公園が発足する前に完成した。ヨーロッパで2番目に高い場所にある舗装道路はオーストリアのエッツタール氷河道路（エッツターラー・グレチャーシュトラーセ）であり、標高2829メートルまで舗装道路が上っている。
かつてはヨーロッパ最南端の氷河であるベレッタ氷河があったが、ベレッタ氷河は1913年に消滅した。標高2920メートルの斜面上にはIRAM30m望遠鏡が設置されている。